# Brezovljani Vojlovički
Brezovljani Vojlovički es una localidad de Croacia en el municipio de Čačinci, condado de Virovitica-Podravina.

## Geografía
Se encuentra a una altitud de 105 m s. n. m. a 180 km de la capital nacional, Zagreb.

## Demografía
En el censo 2011 el total de población de la localidad fue de 50 habitantes.
| Gráfica de población de Brezovljani Vojlovički 1857-2011            |
|                                                                     |
| Según los censos de población de la oficina estadística de Croacia. |